# CHL Sportsman of the Year

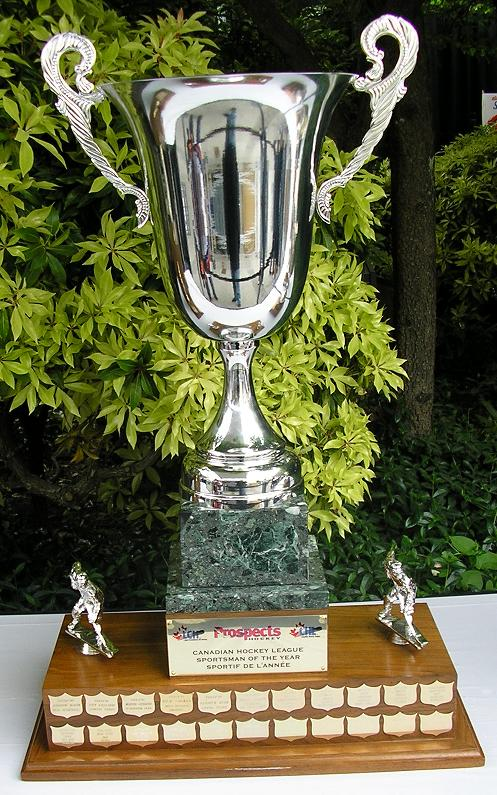
A trófea

A CHL Sportsman of the Year egy trófea, melyet a Canadian Hockey League-ben osztanak ki azon játékosok között, akik a legsportszerűbben játszottak a szezon alatt.

## A díjazottak
| Év        | Játékos                 | Csapat                       | Liga  |
| --------- | ----------------------- | ---------------------------- | ----- |
| 2015–2016 | Samuel Girard           | Shawinigan Cataractes        | QMJHL |
| 2014–2015 | Rourke Chartier         | Kelowna Rockets              | WHL   |
| 2013–2014 | Sam Reinhart            | Kootenay Ice                 | WHL   |
| 2012–2013 | Tyler Graovac           | Belleville Bulls             | OHL   |
| 2011–2012 | Mark Stone              | Brandon Wheat Kings          | WHL   |
| 2010–2011 | Philip-Michael Devos    | Gatineau Olympiques          | QMJHL |
| 2009–2010 | Jason Bast              | Moose Jaw Warriors           | WHL   |
| 2008–2009 | Cédric Lalonde-McNicoll | Shawinigan Cataractes        | QMJHL |
| 2007–2008 | Cédric Lalonde-McNicoll | Shawinigan Cataractes        | QMJHL |
| 2006–2007 | David Desharnais        | Chicoutimi Saguenéens        | QMJHL |
| 2005–2006 | Kris Russell            | Medicine Hat Tigers          | WHL   |
| 2004–2005 | Jeff Carter             | Sault Ste. Marie Greyhounds  | OHL   |
| 2003–2004 | Benoît Mondou           | Shawinigan Cataractes        | QMJHL |
| 2002–2003 | Kyle Wellwood           | Windsor Spitfires            | OHL   |
| 2001–2002 | Brad Boyes              | Erie Otters                  | OHL   |
| 2000–2001 | Brandon Reid            | Val-d'Or Foreurs             | QMJHL |
| 1999–2000 | Jonathan Roy            | Moncton Wildcats             | QMJHL |
| 1998–1999 | Matt Kinch              | Calgary Hitmen               | WHL   |
| 1997–1998 | Cory Cyrenne            | Brandon Wheat Kings          | WHL   |
| 1996–1997 | Kelly Smart             | Brandon Wheat Kings          | WHL   |
| 1995–1996 | Hnat Domenichelli       | Kamloops Blazers             | WHL   |
| 1994–1995 | Eric Dazé               | Beauport Harfangs            | QMJHL |
| 1993–1994 | Yanick Dubé             | Laval Titan Collège Français | QMJHL |
| 1992–1993 | Rick Girard             | Swift Current Broncos        | WHL   |
| 1991–1992 | Martin Gendron          | Saint-Hyacinthe Laser        | QMJHL |
| 1990–1991 | Pat Falloon             | Spokane Chiefs               | WHL   |
| 1989–1990 | Andrew McKim            | Hull Olympiques              | QMJHL |